# NGC 1543
NGC 1543 je galaksija u zviježđu Mreži.

## Vanjske poveznice
- SEDS: NGC 1543